# شقواص أطلسي
الشَّقْوَاص الأًطْلَسِيّ (الأطلسي نسبة إلى جبال الأطلس، من اللاتينية atlanticum) نوع نباتي يتبع جنس الشقواص والفصيلة اللاذنية، اسمه العلمي Halimium atlanticum Humbert & Maire.